# Gablet

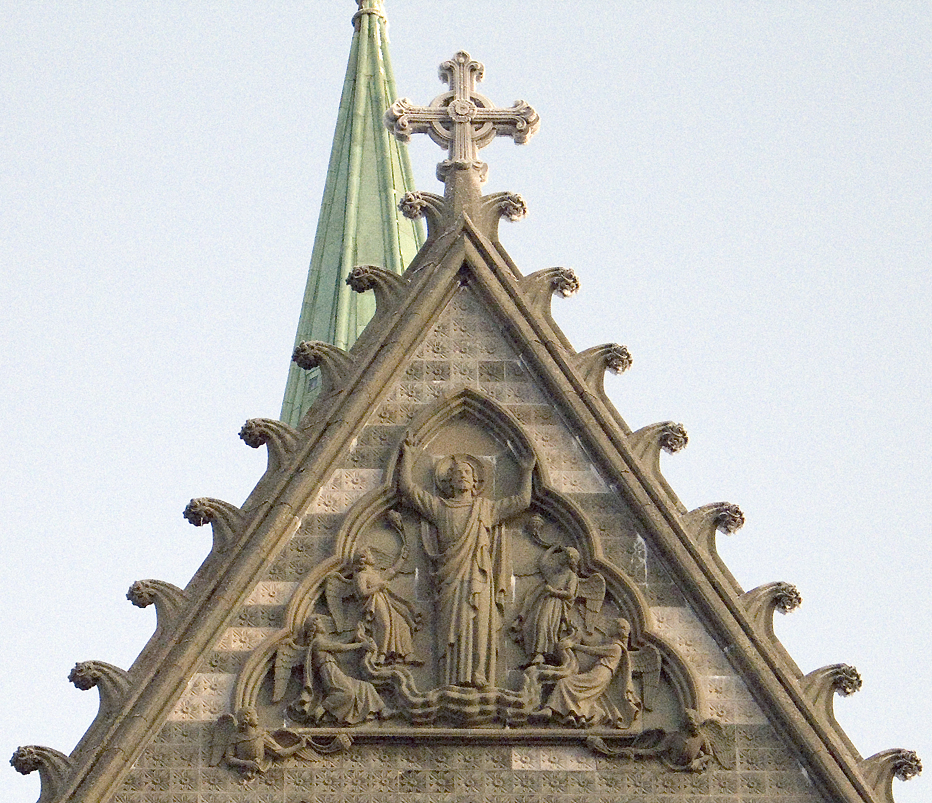
Gablet de la Catedral de Nidaros (Noruega).

Un gablet és un element decoratiu en forma de frontó triangular i en punta que se situa com a coronament de la portalada d'una església o catedral, preferentment gòtica. No és funcional.
Alguns autors suposen que fou una imitació en pedra de les construccions en fusta que formaven armadures, construccions que a l'edat mitjana es varen fer servir molt per a cobrir les voltes de monuments que restaven sense acabar per manca de recursos i que posteriorment l'art va simular amb pedra fent-lo servir com a ornamentació.
En el període arquitectònic esmentat, es mostra senzill i sever, delineat per una cornisa i, a vegades, decorat en el centre amb un trèvol, quadrifoli o multifoli.
En l'arquitectura grega clàssica i en el romànic, el timpà és una estructura arquitectònica similar.